# Кънектикът Оупън
Ню Хейвън Оупън (на английски: New Haven Open at Yale) е тенис турнир, който се провежда в Ню Хейвън, Кънектикът. Играе се на твърди кортове и в зала. Той е част от подготовката за Ю Ес Оупън (в случай че победителят от сериите спечели Ю Ес Оупън, получава значителен бонус).

## История
Турнирът за мъже се провежда от 1981 г. и е наследник на турнира в Лонг Айлънд. Той е част от международните серии 250 на ATP.
Турнирът за жени се провежда от 1948 г. като през годините се играе в различни градове. Състезанието е преустановено в периода 1970–1987 г., както и през 1995–1996 г., а от 1998 г. започва да се провежда в Ню Хейвън с нов спонсор Пайлът Пен. Понастоящем е част от категория „Висши“ турнири на WTA.
Между 2005 и 2010 г. двата турнира за мъже и жени се сливат. От 2011 г. мъжкият турнир отпада от календара на ATP.

## Финали
| Домакин                  | Година | Шампион           | Финалист          | Резултат                  |
| ------------------------ | ------ | ----------------- | ----------------- | ------------------------- |
| Ню Хейвън                | 2010   | Сергий Стаховски  | Денис Истомин     | 3 – 6, 6 – 3, 6 – 4       |
| Ню Хейвън                | 2009   | Фернандо Вердаско | Сам Куери         | 6 – 4, 7 – 6(8–6)         |
| Ню Хейвън                | 2008   | Марин Чилич       | Марди Фиш         | 6 – 4, 4 – 6, 6 – 2       |
| Ню Хейвън                | 2007   | Джеймс Блейк      | Марди Фиш         | 7 – 5, 6 – 4              |
| Ню Хейвън                | 2006   | Николай Давиденко | Агустин Калери    | 6 – 4, 6 – 3              |
| Ню Хейвън                | 2005   | Джеймс Блейк      | Фелисиано Лопес   | 3 – 6, 7 – 5, 6 – 1       |
| Лонг Айлънд              | 2004   | Лейтън Хюит       | Луис Орна         | 6 – 3, 6 – 1              |
| Лонг Айлънд              | 2003   | Парадорн Сричапан | Джеймс Блейк      | 6 – 2, 6 – 4              |
| Лонг Айлънд              | 2002   | Парадорн Сричапан | Хуан Игнасио Чела | 5 – 7, 6 – 2, 6 – 2       |
| Лонг Айлънд              | 2001   | Томи Хаас         | Пийт Сампрас      | 6 – 3, 3 – 6, 6 – 2       |
| Лонг Айлънд              | 2000   | Магнус Норман     | Томас Енквист     | 6 – 3, 5 – 7, 7 – 5       |
| Лонг Айлънд              | 1999   | Магнус Норман     | Алекс Кореча      | 7 – 6(7–4), 4 – 6, 6 – 3  |
| Лонг Айлънд              | 1998   | Патрик Рафтър     | Феликс Мантиля    | 7 – 6(7–3), 6 – 2         |
| Лонг Айлънд              | 1997   | Карлос Моя        | Патрик Рафтър     | 6 – 4, 7 – 6(7–1)         |
| Лонг Айлънд              | 1996   | Андрей Медведев   | Мартин Дам        | 7 – 5, 6 – 3              |
| Лонг Айлънд              | 1995   | Евгени Кафелников | Ян Симеринк       | 7 – 6(7–0), 6 – 2         |
| Лонг Айлънд              | 1994   | Евгени Кафелников | Седрик Пиолин     | 5 – 7, 6 – 1, 6 – 2       |
| Лонг Айлънд              | 1993   | Марк Росе         | Майкъл Ченг       | 6 – 4, 3 – 6, 6 – 1       |
| Лонг Айлънд              | 1992   | Петер Корда       | Иван Лендъл       | 6 – 2, 6 – 2              |
| Лонг Айлънд              | 1991   | Иван Лендъл       | Стефан Едберг     | 6 – 3, 6 – 2              |
| Лонг Айлънд              | 1990   | Стефан Едберг     | Горан Иванишевич  | 7 – 6, 6 – 3              |
| Лонг Айлънд (exhibition) | 1989   | Иван Лендъл       | Микаел Пернфорс   | 4 – 6, 6 – 2, 6 – 4       |
| Лонг Айлънд (exhibition) | 1988   | Андре Агаси       | Яник Ноа          | 6 – 3, 0 – 6, 6 – 4       |
| Лонг Айлънд (exhibition) | 1987   | Йонас Свенсон     | Дейвид Пейт       | 7 – 6, 3 – 6, 6 – 3       |
| Лонг Айлънд (exhibition) | 1986   | Иван Лендъл       | Джон Макенроу     | 6 – 2, 6 – 4              |
| Лонг Айлънд (exhibition) | 1985   | Иван Лендъл       | Джими Конърс      | 6 – 1, 6 – 3              |
| Лонг Айлънд (exhibition) | 1984   | Иван Лендъл       | Андрес Гомес      | 6 – 2, 6 – 4              |
| Лонг Айлънд (exhibition) | 1983   | Джийн Майер       | Хайнц Гюнтхарт    | 6 – 7(9–11), 6 – 4, 6 – 0 |
| Лонг Айлънд (exhibition) | 1982   | Джийн Майер       | Йохан Крик        | 6 – 2, 6 – 3              |
| Лонг Айлънд (exhibition) | 1981   | Брайън Тичър      | Яник Ноа          | 4 – 6, 6 – 3, 6 – 4       |